# Gijzenveen
Het Gijzenveen is een natuurgebied tussen de op de hogere zandgronden gelegen wijk Het Spiegel van Bussum en de Hilversumse Meent en de lager gelegen gebieden van de Vechtstreek. Het gebied van 9,5 hectare is de laatste ontbrekende schakel in een ecologische verbinding tussen het Gooi en het Naardermeer. Het Gijzenveen wordt beheerd door het Goois Natuurreservaat. Het gebied verbindt de Franse Kampheide met het natuurgebied rond het Naardermeer. Aan de uiterste zuidpunt van het Gijzenveen ligt een trapveldje. Achter het Gijzenveen ligt zanderij Cruysbergen dat tot halverwege de 19de eeuw hooggelegen heidegebied was, maar daarna ten behoeve van zandwinning werd afgegraven.

## Waterhuishouding
Het Gijzenveen maakte deel uit van de Hilversumse Meent. Het gebied werd eeuwenlang door het vee van de Erfgooiers begraasd. De arme grond leverde echter weinig op. Begin 20e eeuw werden waterbeheersingswerken uitgevoerd. Door verkaveling met sloten konden de gronden beter gebruikt worden als hooiland en weidegebied.
In deze overgangszone komt kwelwater naar de oppervlakte waarvan sommige planten afhankelijk zijn. De kwel treedt op in zanderij Cruysbergen en verder naar het noorden in de Koeienmeent en het Laegieskamp. Er waren vroeger zandige koppen en laaggelegen venige plekken waar water bleef staan. De zandige koppen zijn in de loop der eeuwen afgegraven en het veen is bedolven onder door de mens aangebrachte grond.

## Natuurherstel
Tijdens de natuurherstelwerkzaamheden van het Gijzenveen in 2013-2014 is de opgebrachte grond weer verwijderd en er is een situatie gecreëerd waarin de natuur zich optimaal kan ontwikkelen. Het belangrijkste werk was het verwijderen van de bemeste bovenlaag. Het veen van de eeuwenoude waterrijke plek het Gijzenveen is hierbij teruggevonden. Het is en blijft een natte plek door zoet en voedselarm kwelwater en regenwater dat er niet wegzakt. In het veen is zogenaamde katteklei of katerveen aangetroffen. Dit is een kleiig materiaal met veel ijzer en zwavel dat eeuwen geleden is afgezet tijdens overstromingen met zout of brak water afkomstig van de Zuiderzee. Ooit lag ook Het Spiegel aan zee.

## Flora en fauna
Door het verwijderen van de bovenste laag mestrijke grond inclusief graszoden krijgen wilde plantensoorten weer een kans om te kiemen op de onderliggende zandbodem. Door de ligging van het gebied, precies op de overgang van de hoger gelegen (Gooise) Heuvelrug en het enkele meters lager gelegen veenweidegebied, is er toevoer van zuiver kwelwater. Daardoor kunnen er plantensoorten groeien die buiten natuurgebieden vrijwel niet meer voorkomen. Te denken valt aan dopheide, zonnedauw, klokjesgentiaan en vele soorten mossen. Het gebied zal daarmee gaan lijken op de naastgelegen natuurgebieden zanderij Cruysbergen en Koeienmeent.
In het Gijzenveen bevindt zich ook de historische Koedijk waar tot aan het begin van de vorige eeuw gedurende vijftig jaar een aarden militair verdedigingswerk heeft gelegen. Dit Werk I aan de Koedijk vormde onderdeel van het zogenoemde Offensief voor Naarden en de Nieuwe Hollandse Waterlinie. De contouren van het werk werden in 2014 weer zichtbaar gemaakt in het landschap.
Om het Gijzenveen als natuurverbinding te verbeteren zijn in de Hilversumse Meentweg twee faunapassages aangebracht. Kleine dieren worden via schermen naar deze doorgangen geleid en kunnen vervolgens veilig onder de weg door.